# Денная Волосница
Денная Волосница — река в России, протекает в Мурашинском районе Кировской области и Прилузском районе Республики Коми. Устье реки находится в 32 км по правому берегу реки Волосница. Длина реки составляет 20 км.
Исток реки на Северных Увалах около деревни Волосница (Мурашинский район Кировской области). Рядом с истоком Денной Волосницы находится исток реки Кузюг, здесь проходит водораздел бассейнов Летки и Моломы. Река течёт на северо-восток, всё течение проходит по ненаселённому лесному массиву. Верхнее течение лежит в Кировской области, нижнее — в Республике Коми. Река Ночная Волосница после впадения в неё Денной Волосницы меняет название и становится Волосницей.

## Притоки (км от устья)
- река Большой Лог (пр)
- 4,9 км: река Лунвож (в водном реестре — река без названия, пр)
- река Седъёль (лв)
- 9,6 км: река Лунда (в водном реестре — река без названия, пр)

## Данные водного реестра
По данным государственного водного реестра России относится к Камскому бассейновому округу, водохозяйственный участок реки — Вятка от истока до города Киров, без реки Чепца, речной подбассейн реки — Вятка. Речной бассейн реки — Кама.
Код объекта в государственном водном реестре — 10010300212111100031679.